# Marina Houndalowan
 (août 2024).
Marina Charlotte Houndalowan, née le 19 juillet 1984, est une athlète handisport béninoise, concourant dans la catégorie F57 du lancer du poids et du lancer de javelot.

## Biographie

### Carrière sportive
13e au lancer de poids aux Jeux paralympiques de Tokyo en 2021, elle remporte la médaille d'argent au lancer de javelot et le bronze au lancer de poids au meeting International Moulay El Hassan de Para-athlétisme de 2024 à Marrakech au Maroc,,. Elle représente  le Bénin avec Fayssal Atchiba aux jeux paralympiques d'été 2024 à Paris en France.

## Distinctions
| Année | Distinctions                                  | Compétitions                                              |
| ----- | --------------------------------------------- | --------------------------------------------------------- |
| 2024  | - au lancer de javelot; - au lancer de poids; | Meeting International Moulay El Hassan de Para-athlétisme |

;